# Герб Наяриту
Герб Наяриту — єдиний репрезентативний символом штату Наяриту. Його нинішній дизайн датується 1993 роком. Спочатку він був створений як герб його столиці, Тепік, і лише в 1970-х роках його було прийнято як символ штату. Це регулюється в Законі про інституційний імідж щита Наяріту, опублікованому 16 вересня 2017 р.

## Історія
За указом президента Гваделупи Вікторії, виданим 28 березня 1825 року, всі федеральні суб'єкти, які не мали репрезентативного герба, окрім нав'язаного іспанською короною, мали право та обов'язок обрати свій власний. Землі Наяру, забуті відтоді з будь-якого політичного розгляду центральним урядом, почали мати мінімальний резонанс лише тоді, коли вони стали Сьомим кантоном, військовим округом Халіско. Найарці помітили цей указ лише через чотири роки після створення Вільної і Суверенної Держави Наярит.
Так, у 1921 році, коли президентом Мексики був генерал Альваро Обрегон, а Хосе Васконселос очолював Секретаріат народної освіти, він запропонував Дієго Рівері зайнятися цим питанням. Разом вони створили, серед іншого, герб міста Наяріт під впливом ацтеків, офіційне значення якого невідоме. Згодом, у 1930 році, на основі вищезгаданого декрету, дон Луїс Кастільйо Ледон, тодішній конституційний губернатор штату Наяріт, оголосив конкурс на вибір герба Тепіка, а не стільки штату, як про це говорили до 1970 року. Переможцем став проект Мігеля Лансаґорта Ескутіа, наведений нижче, у тексті, опублікованому 1964 року Генеральним секретаріатом уряду. 

## Опис та символіка
Герб напіврозтятий та напівскошений від центру вліво та вправо. Він покладений на зелено-червоно-золотий картуш, що за своєю загальною формою  нагадує класичну іспанську кірасу.
У першому червоному полі золоте стебло кукурудзи з золотими качанами, що символізує вираз TEPIC (скорочення від ацтекського слова TEPICTU, яке іспанці видозмінили, сказавши TEPIQUE, назва місцевої кукурудзи, яку виробляють за п'ятдесят днів).
Друга золоте поле має коричневий лук і стріли, що символізує слово NAYARIT, слово Кора, що означає «бог війни» та ім'я першого великого володаря короля Наяра або Наяріта і винахідника лука і стріл.
Третє світнлосинє поле має срібний гірський хребет, що символізує Сьєрра-Мадре, де знаходиться Меса-дель-Гран-Наяр, колишня резиденція уряду королівства, увінчана блакиттю небесного зводу Наяриту.
У центральній частині щита зображений орел Ацтлан або орел-чапля, зображений у правильному профілі та в позиції бажання пожерти змію. Орел символізує космічну силу сонця, а змія — можливості Землі. Цей символ зображено на скульптурному камені, який зберігається в Регіональному музеї Наяріту, і означає початок заснування великого Теночтітлану.
За свою історію цей щит мав декілька модифікацій. Останній у 1993 році в адміністрації пана Селсо Умберто Дельгадо Раміреза був розроблений із срібною (білою) рамкою, на якій є сім слідів людських ніг, розташованих симетрично, що символізує паломництво семи племен Науатлака від Ацтлана, його походження, до Теночтітлана, його кінцевого пункту призначення, згідно з паломницькою смугою Кодексу Ботуріні.